# Tianjin Zündapp
Tianjin Zündapp is een Chinees merk van motorfietsen en bromfietsen.
Tianjin Zündapp: Chinees bedrijf dat in 1984 de gehele Zündapp-fabriek kocht. De machines werden overgebracht naar China waar sinds 1988 deze bromfietsen opnieuw geproduceerd worden. Er worden zelfs driewielige transportvoertuigen gemaakt.